# Tlacuilolapa
Tlacuilolapa är en ort i Mexiko.   Den ligger i kommunen Hueytamalco och delstaten Puebla, i den sydöstra delen av landet, 200 km öster om huvudstaden Mexico City. Tlacuilolapa ligger 492 meter över havet och antalet invånare är 404.
Terrängen runt Tlacuilolapa är kuperad åt sydost, men åt nordväst är den platt. Runt Tlacuilolapa är det ganska tätbefolkat, med 248 invånare per kvadratkilometer. Närmaste större samhälle är Tlapacoyan, 9,2 km sydost om Tlacuilolapa. I omgivningarna runt Tlacuilolapa växer huvudsakligen savannskog.